# Ilaria Mauro
Ilaria Mauro (uitspr.: /iˈlarja ˈmauro/; Gemona del Friuli, 22 maart 1988) is een voormalig Italiaans voetballer. Zij speelde als aanvaller bij ACF Fiorentina in de Italiaanse Serie A en kwam uit voor het Italiaanse nationale elftal.

## Clubcarrière
Mauro begon met voetballen bij UP Reanese. Zij speelde hier tot haar dertiende, toen ze overstapte naar UPC Tavagnacco, waar ze in 2002 doorstroomde naar het eerste. Met Tavagnacco won ze in het seizoen 2012–2013 de Coppa Italia door in de finale met 2–0 te winnen van Bardolino Verona. Na twaalf seizoenen bij Tavagnacco tekende Mauro in 2013 bij het Duitse SC Sand, om na twee jaar de overstap te maken naar 1. FFC Turbine Potsdam, dat deelneemt aan de Bundesliga. In 2016 werd Ilaria Mauro gecontracteerd door Fiorentina, wat haar terugkeer naar Italië betekende. Met Fiorentina was Mauro in 2016–2017 de winnaar van zowel de Serie A als de eerste Coppa Italia van deze club.

## Interlandcarrière
Mauro debuteerde voor het Italiaanse elftal op 10 maart 2008, in een Algarve Cup-wedstrijd tegen China, die met 2–0 werd gewonnen. Haar eerste doelpunt voor Italië scoorde zij tegen Denemarken op het Europees kampioenschap van 2013.